# Angolas herrlandslag i basket
Angolas herrlandslag i basket (portugisiska: Selecção Angolana de Basquetebol Masculino) representerar Angola i basket på herrsidan. Laget har blivit afrikanska mästare ett flertal gånger.